# Fäktning vid olympiska sommarspelen 1960
Vid olympiska sommarspelen 1960 i Rom avgjordes åtta grenar i fäktning, sex för män och två för kvinnor, och tävlingarna hölls mellan 29 augusti och 8 september 1960 i Palazzo dei Congressi. Antalet deltagare var 344 tävlande från 42 länder.

## Medaljfördelning
| Medaljfördelning |                |      |        |       |        |
| Placering        | Nation         | Guld | Silver | Brons | Totalt |
| 1                | Sovjetunionen  | 3    | 2      | 2     | 7      |
| 2                | Ungern         | 2    | 2      | 0     | 4      |
| 3                | Italien        | 2    | 1      | 3     | 6      |
| 4                | Tyskland       | 1    | 0      | 1     | 2      |
| 5                | Storbritannien | 0    | 2      | 0     | 2      |
| 6                | Polen          | 0    | 1      | 0     | 1      |
| 7                | Rumänien       | 0    | 0      | 1     | 1      |
| 7                | USA            | 0    | 0      | 1     | 1      |

## Medaljörer

### Herrar
| Gren                    | Guld | Silver | Brons |
| Värja Detaljer...       | Giuseppe Delfino · Italien                                                                                                 | Allan Jay · Storbritannien                                                                                        | Bruno Habārovs · Sovjetunionen                                                                                    |
| Värja lag Detaljer...   | Italien · Giuseppe Delfino · Alberto Pellegrino · Carlo Pavesi · Edoardo Mangiarotti · Fiorenzo Marini · Gianluigi Saccaro | Storbritannien · Allan Jay · Michael Howard · John Pelling · Henry Hoskyns · Raymond Harrison · Michael Alexander | Sovjetunionen · Valentin Tjernikov · Guram Kostava · Arnold Tjernusjevitj · Bruno Habārovs · Aleksandr Pavlovskij |
| Florett Detaljer...     | Viktor Zjdanovitj · Sovjetunionen                                                                                          | Jurij Sisikin · Sovjetunionen                                                                                     | Albert Axelrod · USA                                                                                              |
| Florett lag Detaljer... | Sovjetunionen · Viktor Zjdanovitj · Mark Midler · Jurij Rudov · Jurij Sisikin · German Svesjnikov                          | Italien · Alberto Pellegrino · Luigi Carpaneda · Mario Curletto · Aldo Aureggi · Edoardo Mangiarotti              | Tyskland · Jürgen Theuerkauff · Tim Gerresheim · Eberhard Mehl · Jürgen Brecht                                    |
| Sabel Detaljer...       | Rudolf Kárpáti · Ungern | Zoltán Horváth · Ungern                                                                                           | Wladimiro Calarese · Italien                                                                                      |
| Sabel lag Detaljer...   | Ungern · Tamás Mendelényi · Rudolf Kárpáti · Pál Kovács · Zoltán Horváth · Gábor Delneky · Aladár Gerevich                 | Polen · Andrzej Piątkowski · Emil Ochyra · Wojciech Zabłocki · Jerzy Pawłowski · Ryszard Zub · Marian Kuszewski   | Italien · Wladimiro Calarese · Giampaolo Calanchini · Pierluigi Chicca · Roberto Ferrari · Mario Ravagnan         |

### Damer
| Gren                    | Guld | Silver | Brons                                                                                               |
| Florett Detaljer...     | Adelheid Schmid · Tyskland | Valentina Rastvorova · Sovjetunionen                                                                                            | Maria Vicol · Rumänien                                                                              |
| Florett lag Detaljer... | Sovjetunionen · Valentina Prudskova · Aleksandra Zabelina · Ljudmila Sjisjova · Tatjana Petrenko · Galina Gorochova · Valentina Rastvorova | Ungern · Györgyi Szekely-Marvalics · Ildikó Újlaky-Rejtő · Magdolna Nyari-Kovacs · Katalin Juhasz-Nagy · Lidia Dömölki-Sakovics | Italien · Bruna Colombetti · Velleda Cesari · Claudia Pasini · Irene Camber · Antonella Ragno-Lonzi |

## Deltagande nationer
Totalt deltog 344 fäktare (266 män och 78 kvinnor) från 42 länder vid de olympiska spelen 1960 i Rom.
| | | | |
| - Argentina (6) - Australien (11) - Belgien (15) - Bulgarien (2) - Colombia (2) - Danmark (1) - Finland (6) - Frankrike (21) - Förenade arabrepubliken (6) - Indonesien (4) - Irland (6) | - Israel (2) - Italien (20) - Japan (5) - Jugoslavien (2) - Kanada (1) - Kuba (1) - Libanon (4) - Luxemburg (10) - Marocko (7) - Mexiko (8) - Monaco (2) | - Nederländerna (5) - Norge (1) - Nya Zeeland (1) - Polen (21) - Portugal (9) - Puerto Rico (9) - Rumänien (15) - Schweiz (7) - Sovjetunionen (21) - Spanien (11) | - Storbritannien (18) - Sverige (7) - Sydvietnam (1) - Tunisien (4) - Tyskland (19) - Ungern (21) - Uruguay (2) - USA (21) - Venezuela (8) - Österrike (9) |